# Elisabeth Welch
Elisabeth Welch (27 de febrer de 1904 a Englewood, Nova Jersey – 15 de juliol de 2003 a Londres) va ser una cantant, actriu i artista de vodevil afroamericana estatunidenca. La seva carrera es va perllongar al llarg de set dècades. Les seves cançons més conegudes foren Stormy Weather, Love for Sale i Far Away in Shanty Town. Encara que era nord-americana, gran part de la seva carrera es va desenvolupar al Regne Unit.

## Infància i joventut
El seu nom complet era Elisabeth Margaret Welch i va néixer a Englewood, Nova Jersey, on el seu pare era jardiner. Per part del seu pare tenia ascendència indígena i afroamericana, i per la de la seva mare, escocesa i irlandesa. La seva família era baptista i ella va començar a cantar formant part del cor d'una església als vuit anys.
Després d'estudiar la secundària es volia dedicar al treball social, però finalment va decidir dedicar-se al cant de manera professional. El 1922 va començar la seva carrera com a cantant a Nova York i al 1929 va treballar a Europa, primer a París i després a Londres, ciutat on es va assentar definitivament.

## Carrera professional
Elisabeth va actuar professionalment per primera vegada el 1922 en l'obra Liza. El 1923 va obrir l'actuació del show Runnin' Wild amb la cançó Charleston. A la dècada de 1920 va actuar en shows afroamericans representats al circuit de Broadway, com Chocolata Dandies (1924) i Blackbirds of 1928 (1928-9), i va gravar un disc abans de traslladar-se a Europa, "Doin' The New Lowdown", b/w 'Digga Digga Do", com a vocalista del grup de Irving Mills (Brunswick Records 4014, 27 de juliol de 1928).
Entre el 1929 i 1930 va actuar a París seguint els passos de Josephine Baker, on va treballar en diferents espectacles de cabaret. Va actuar al Moulin Rouge de París.
Li van demanar que tornés a Nova York, on va substituir una cantant a The New Yorkers (1930-1931) i va interpretar la controvertida cançó de Cole Porter "Love for Sale". Després el compositor la va trobar a París, on la va convidar a cantar la seva cançó "Solomon" a l'obra Nymph Errant a Londres el 1933. Aquest mateix any, abans de representar aquest xou, Welch va obtenir permís per actuar a Londres a l'espectacle Dark Doings, en el que va cantar la cançó de Harold Arlen i Ted Koehler, "Stormy Weather". Aquesta cançó es va convertir més endavant en el seu indicatiu musical.
A la finals de la dècada de 1930, Welch va començar a actuar en el cinema, especialment com a cantant, i va ser una de les primeres artistes que va treballar a la televisió, on va treballar per la BBC. Durant la Segona Guerra Mundial, va romandre a Londres tot i els bombardejos de la ciutat, on va fer diverses actuacions per als soldats.
Després de la guerra va treballar en molts espectacles a Teatres del West End, fins i tot en revistes musicals. També va continuar actuant en la ràdio i la televisió, va participar en la pantomima, Aladdin. Welch va actuar en monòlegs fins a la dècada de 1990. Va formar part de la Royal Variety Performance entre els anys 1979 i 1986 i el 1979 es va utilitzar el seu enregistrament de la cançó "Stormy Weather" per la pel·lícula Derek Jarman, Tempest, que estava basada en l'obra de Shakespeare.
El 1980 Welch va tornar a Nova York per actuar al Black Broadway, després d'una absència de gairebé cinquanta anys i el 1986 va obtenir un premi Obie gràcies a un xou en solitari. També va ser nominada a un premi Tony per la seva actuació en Jerome Kern Goes to Hollywood.
Al 1996 va fer la seva última actuació per un documental televisiu, en la que hi va cantar la seva cançó "Stormy Weather" als 93 anys

## Vida personal
Welch es va casar el 1928 amb el músic Luke Smith. La parella va romandre unida fins que Luke va morir el 1936. No van tenir fills.
Elisabeth Welch va morir el 2003 als 99 anys a Northwood, Londres.

## Obres

### Actuacions teatrals
- 1922 : Lliça (Broadway)
- 1923 : Running Wild (Broadway)
- 1924 : Chocolate Dandies (Broadway)
- 1928 : Blackbírds of 1928 (Broadway)
- 1929 : Cabaret (Moulin Rouge, París)
- 1930 : Cabaret (Le Boeuf sur le Toit, París)
- 1931 : The New Yorkers (Broadway)
- 1933 : Dark Doings (Leicester Square Theatre, Londres)
- 1933 : Nymph Errant (Adelphi Theatre, Londres)
- 1935 : Glamorous Night (Teatre Drury Lane, Londres)
- 1936 : Let's Raise the Curtain (Victoria Palace, Londres)
- 1937 : Its in the Bag (Saville Theatre, Londres)
- 1938 : All the Best (Opera House Theatre, Blackpool)
- 1941 : No Time for Comedy (Comedy Theatre, Londres)
- 1942 : Sky High (Phoenix Theatre, Londres)
- 1944 : Happy and Glorious (London Palladium)
- 1947 : Twopenny Coloured
- 1949 : Oranges and Lemons
- 1951 : Penny Plain
- 1959 : The Crooked Mile (Londres)
- 1962 : Cindy Ella (Londres)
- 1973 : Pippin (Londres)
- 1980 : Black Broadway (Broadway)

### Filmografia
- Death At Broadcasting House (1934)
- Soft Lights And Sweet Music (1936)
- Song of Freedom (1936)
- Calling All Stars (1937)
- Big Fella (1937)
- Over the Moon (1939)
- Alibi (1942)
- Fiddlers Three (1944)
- Dead of Night (1945)
- Our Man in Havana (1959)
- Girl Stroke Boy (1971)
- La venjança de la Pantera Rosa (1978)
- Arabian Adventure (1979)
- The Tempest (1979)